# カラーギャング
カラーギャング（和製英語: color gang）とは、アメリカのストリートギャングを模倣した日本の不良行為少年達の集団のことを言う。名前の由来はこれらのギャングと同様にチームカラーを身につけることからで、チーマーと呼ばれる非行集団から派生した集団である。

## ファッション・文化
日本のカラーギャングは各々のチームカラーを持ち、その構成員はチームカラーのバンダナや服、お揃いTシャツを着用し、グループを誇示している。
1990年代には従来から在ったモラトリアム集団の暴走族がファッション性に欠け「格好悪い」としてその数を減らしていくなか、カラーギャングのような新しいスタイルのモラトリアムファッションは様々な派生集団を発生させる。2000年代初頭にピークを迎えるが、2000年代後半には衰退した。
2010年代になって、埼玉県警により複数のカラーギャングが確認され、彼らによる事件が発生している。

## 犯罪行為
日本では銃器が極めて入手し難いこともあり、バタフライナイフやスタンガン、エアーソフトガンや特殊警棒等の有害玩具、またはバットや木刀を凶器として武装しているグループもある。度々他集団や集団内で統制を乱したとされる構成員が、リンチを受けるなどの事件を発生させる。強盗や窃盗などの犯罪行為には、従来の暴走族と異なり、無関係な人を巻き込んだり、少人数で襲撃するため強力な武器の使用も辞さないことから、社会的に問題視されている。このため、近年ではナイフなどの携帯に対する取締り強化が見られる（ナイフの項を参照）。
これらの集団の中には違法な薬物の流通や、振り込め詐欺の末端組織として機能する現状も2000年代より報じられる。組織化された犯罪では、かつて暴走族が暴力団の下請け組織として機能していた（→暴走族#社会の対応）が、暴走族衰退後にカラーギャングを抱き込んだり、暴走族からカラーギャングに転向した団体との関係を継続させている。
2004年には茂原市で、茂原駅前にて引ったくりの犯行中、女子高生に顔を見られたカラーギャング達が彼女を拉致し、廃墟にて首を絞めて殺害するという事件が発生した。その後成人2名、未成年2名が逮捕され、成人2名の主犯格らには無期懲役の判決がなされ、未成年のうち1人は後に拘置所内にて自殺した。
2013年、さいたま市北区にて青ギャングと黒ギャングの抗争によって少年46人が逮捕されている。
2016年には東松山市で、カラーギャングと関わっていた無職の少年が、人間関係のトラブルから同じカラーギャングの仲間達に暴行の末溺死させられ、都幾川の河川敷に捨てられるという事件が発生し、その後未成年5人(うち3人は、メンバーではない中学生)が逮捕された。
2024年、1990年代に愛知県の名古屋市で活動していたカラーギャング「ルシファーズ」の元リーダーが恐喝で逮捕され、その後別の恐喝や生活保護の不正受給の疑いで複数回再逮捕された。

## カラーギャングが登場する作品

### 小説
- 池袋ウエストゲートパーク - 石田衣良著
- デュラララ!! - 成田良悟著
- ヒステリック・サバイバー - 深町秋生著
- 浅草紅団 - 川端康成著
- 浅草色つき不良少年団 - 祐光正著

### コンピュータゲーム
- 龍が如く
- 探偵 神宮寺三郎 KIND OF BLUE
- アーバンレイン
- 428

### 漫画
- サムライソルジャー
- TWO突風!